# Georg Arn

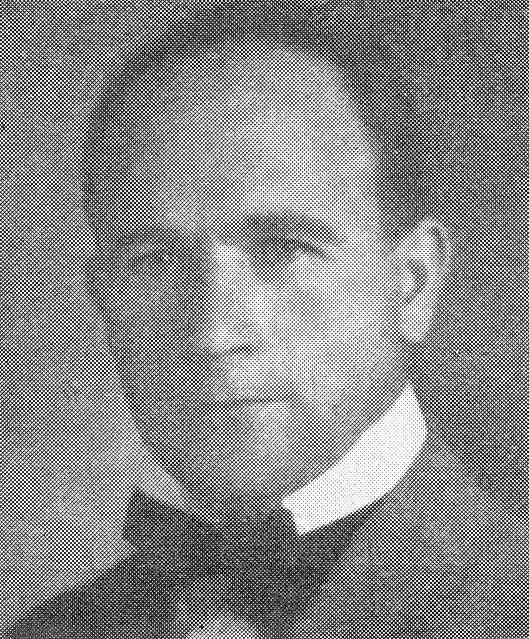
Georg Arn

Georg August Arn, född 30 december 1886 i Stockholm, död 6 januari 1954, var en svensk arkitekt. Han tog mogenhetsexamen som privatist 1908 och studerade vid Tekniska högskolan i Stockholm 1909–13 och vid Konstakademin 1913–15. Han anställdes hos Carl Malmström 1901–15 samt hos Sven Wallander, Sigurd Curman och Lars Israel Wahlman 1915–1919. Han blev e.o. arkitekt vid Stockholm stads byggnadsnämnd 1914–20 och stadsarkitekt i Örebro 1920–1951. Han var riddare av Vasaorden.
Arn ritade själv ett flertal byggnader i Örebro och på andra håll. Från början var hans stil förenlig med nordisk klassicism, som var rådande på 1920-talet. Senare tog han intryck av funktionalismen. Detta blev tydligt när Arn år 1951 presenterade ett modell- och skissförslag för ett nytt Folkets hus och teater, avsett att uppföras på den s.k. Marsfälts-tomten i Örebro . Stilen liknar här mer Bauhaus. Projektet kom aldrig att bli av. Örebro fick vänta till 1965 på Medborgarhuset, innan planerna på ett nytt Folkets hus kunde förverkligas. Georg Arn hade då sedan länge gått ur tiden.
Arn är begravd på Norra begravningsplatsen utanför Stockholm.

## Byggnadsverk i urval

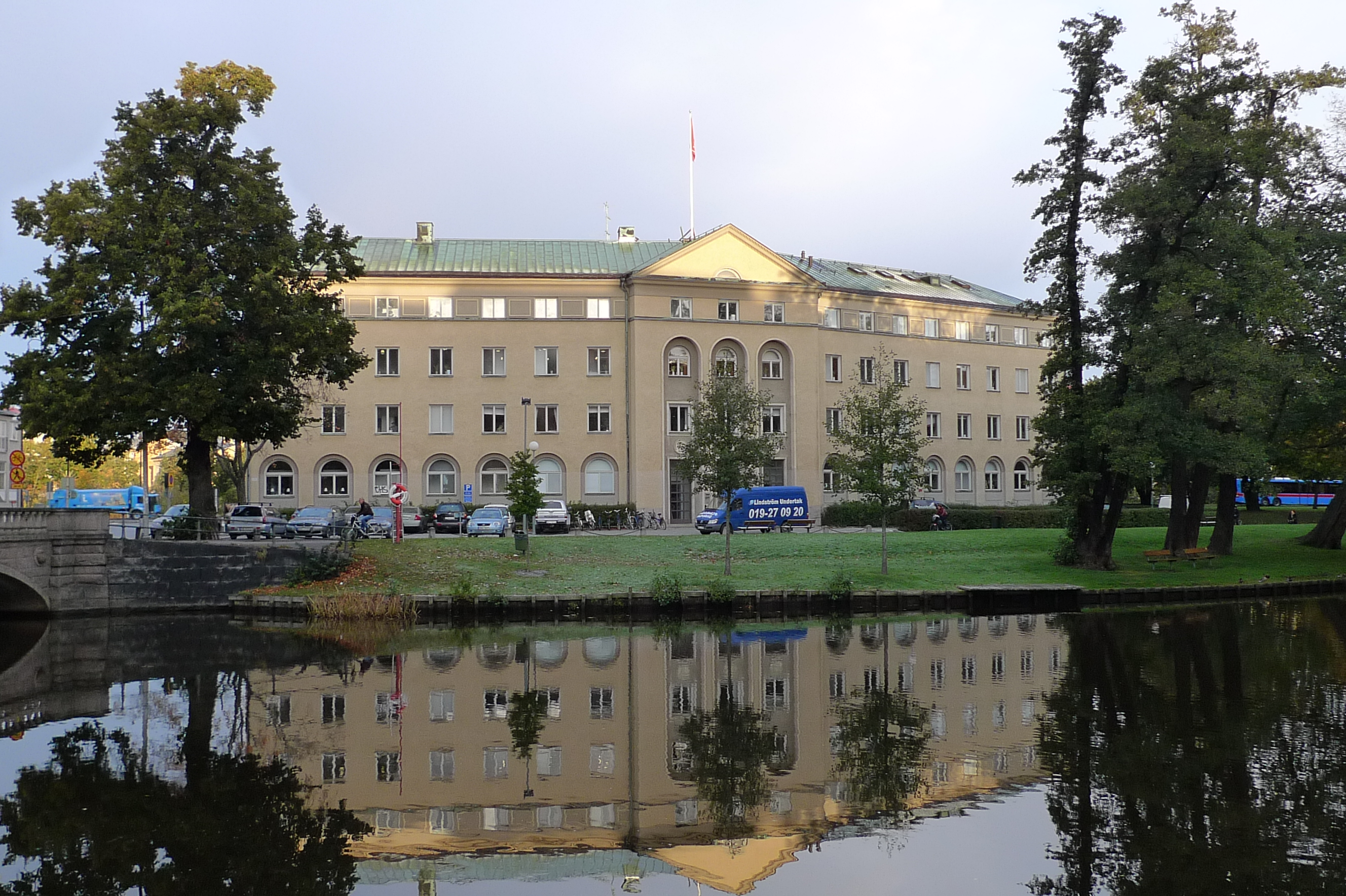
Nämndhuset i Örebro hösten 2009.

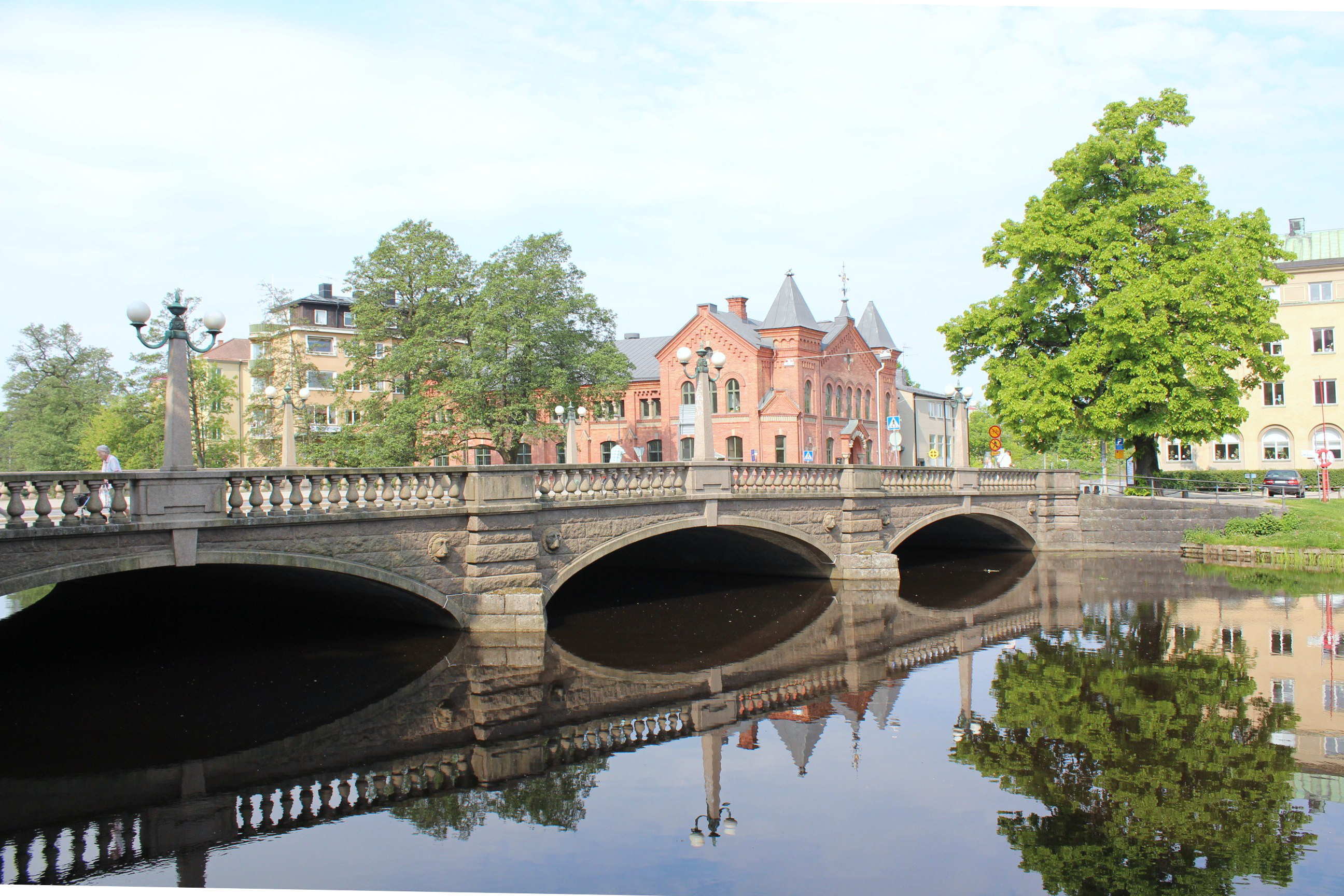
Vasabron

- Bostadshus Folkungagatan 45, 47 AB och 44-46, Örebro, 1920-21
- Bostadshus Krontorpsgatan 22, Örebro 1922
- Bostadshus Krontorpsgatan 20, Örebro 1923
- Bostadshus Malmgatan 34, 36 och 38, Örebro, 1922-24
- Nikolai prästgård, Örebro, 1924
- Olaus Petri församlingshem och Norra prästgården, 1924
- Vasabron, Örebro, 1926
- Kvarteret Råbocken (Nygatan-Mogatan), Örebro, flerfamiljshus, 1927. Arn var sannolikt arkitekt till dessa fastigheter, medan Joel Lundeqvist ritade fasaderna [3]
- Varmbadhuset, Örebro, om- och tillbyggnad, 1928
- Nora församlingshem, 1929
- Epidemisjukhus, Hallsberg, 1929 (senare sjukhem)
- Örebro konserthus, 1932
- Stadsparken, Örebro, ny utformning, 1933
- Nämndhuset, Örebro, 1934
- Utformning av Kvarnplatsen, Örebro, 1934
- "Nybyggnaden" vid Karolinska högre allmänna läroverket, Örebro (Del av nuvarande Karolinska skolan), 1936
- Högre allmänna flickläroverket Örebro, ny byggnad, 1938. (sedermera Risbergska skolan, senare Engelbrektsskolan.)
- Gamla Adolfsbergsskolan, Örebro, 1938
- Kommunala flickskolan, Örebro, 1940 (ombyggnad) (Del av nuvarande Engelbrektsskolan)
- Högre tekniska läroverkets nybyggnad invid Trädgårdsgatan, Örebro, 1942 (Del av nuvarande Rudbecksskolan)
- Elimkyrkan, 1942
- Kristinaskolan, Örebro, 1944
- Socialpedagogiska institutet, Örebro 1945
- Idrottshuset, Örebro, 1946
- Praktiska realskolan, Örebro (Nuvarande Gumaeliusskolan), 1946
- Centrala verkstadsskolan med elevhem, Örebro 1947 (Senare första lokal för Högskolan i Örebro, nuvarande Landstingets kansli)
- Vasaskolan, Örebro, om- och tillbyggnad, 1952
- Nya tullhuset, Örebro
- Entre till Norra kyrkogården, Örebro

### Bildgalleri

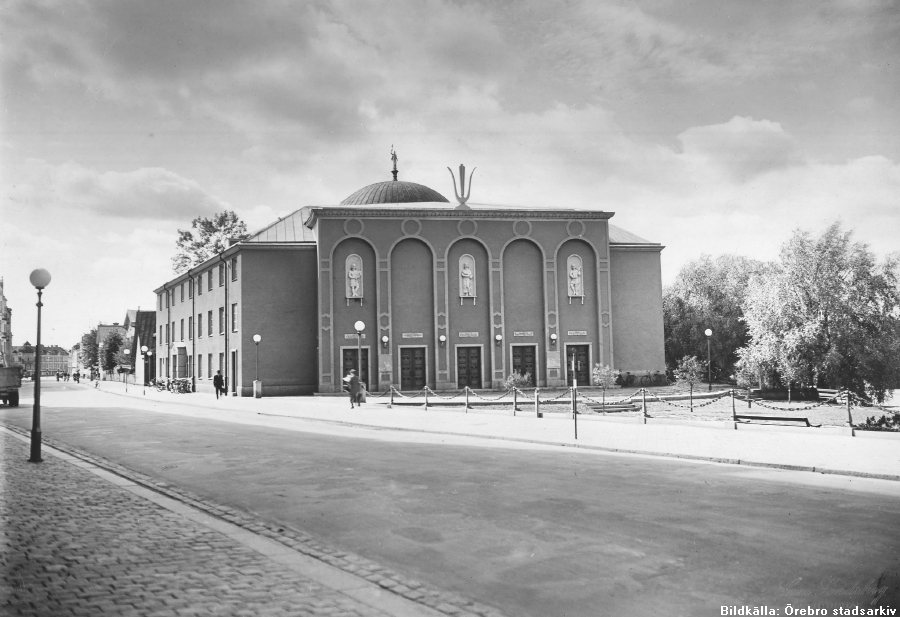
Örebro konserthus
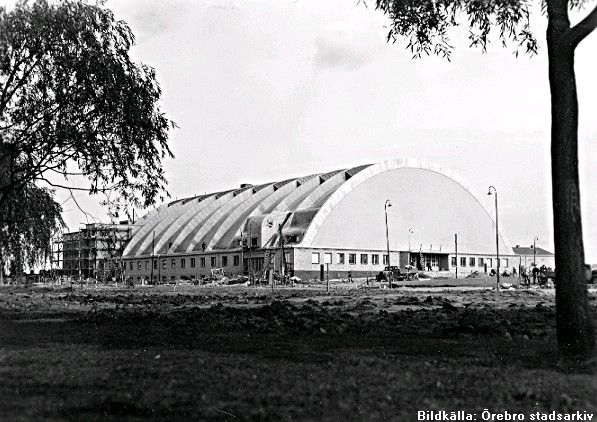
Idrottshuset i Örebro
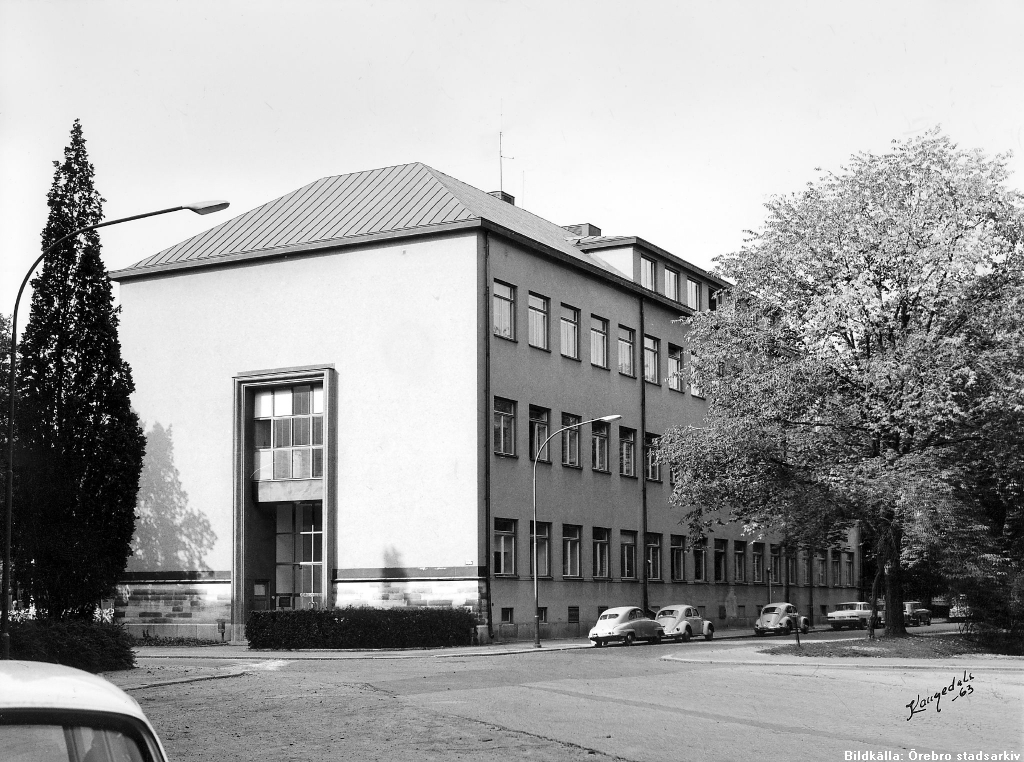
Kommunala flickskolan, Örebro
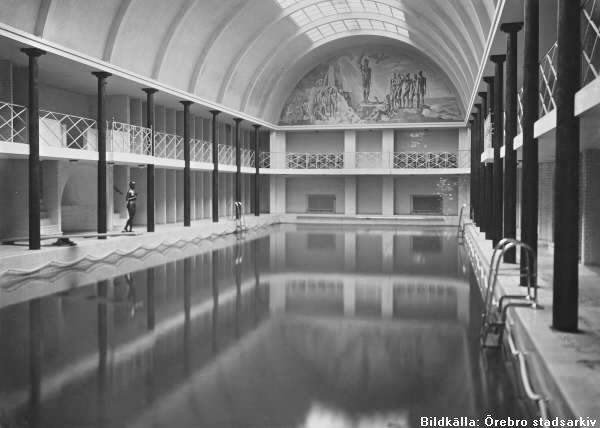
Varmadhuset i Örebro